# Montagne Aardewerkfabriek
Montagne Aardewerkfabriek is een Nederlandse aardewerk- en plateelfabriek, gevestigd in Gouderak. Het bedrijf produceert onder andere souvenirs in Delfts Blauw en is ook bekend onder de naam Dutchceramics.

## Geschiedenis

### Beginjaren (1920–1951)
De geschiedenis van de familie Montagne in de aardewerkindustrie gaat terug tot de jaren twintig van de 20e eeuw, toen de broers Cor en Gerard Montagne een aardewerkatelier begonnen in Gouda. Zij produceerden onder meer Gouds plateel en keramiek voor gebruik in de bloemensector. Een derde broer, Nicolaas Montagne, leerde het pottenbakkersvak van zijn broer Cor.

### Oprichting Animo (1951–1960)
In 1951 richtte Nicolaas Montagne samen met zijn zoon Karel een eigen aardewerkatelier op aan de Boelekade in Gouda, onder de naam Animo. Deze naam werd gekozen om verwarring met andere bedrijven van de familie Montagne in Gouda te voorkomen. De fabriek vestigde zich in het centrum van de stad en breidde in de loop der jaren uit naar aangrenzende panden.

### Groei en naamswijziging (1960–1990)
In de jaren zestig nam Karel Montagne het bedrijf geleidelijk over van zijn vader. Door de toenemende belangstelling voor Nederlandse souvenirs groeide de vraag naar handgemaakt aardewerk. Het bedrijf leverde aan binnenlandse en buitenlandse afnemers en nam deel aan vakbeurzen in onder andere Utrecht, Frankfurt en Wiesbaden. In deze periode werd de naam Animo gewijzigd in Montagne Aardewerkfabriek om het Nederlandse karakter van de producten te benadrukken.

### Verdere ontwikkeling (1990–heden)
In de jaren negentig trad Remco Montagne, zoon van Karel, toe tot het bedrijf. Onder zijn leiding werden meerdere bedrijven overgenomen, waaronder in 1997 Plateelbakkerij Jumbo, gevolgd door Old Dutch Ceramics (ODC) en Keramische Industrie De Wit in 2000. De laatstgenoemde was gespecialiseerd in met de hand beschilderd Delfts aardewerk en leverde aan een internationaal klantenbestand. De overnames leidden tot een uitbreiding van het assortiment, variërend van souvenirs tot traditioneel vervaardigde keramiek.

## Internationale activiteiten
Montagne Aardewerkfabriek onderhoudt handelsrelaties met onder andere de Verenigde Staten, Canada, Duitsland, Frankrijk, de Nederlandse Antillen en Japan.